# Franz Klinger
Franz Klinger (* 11. Oktober 1893; † 7. März 1975) war ein österreichischer Politiker (SPÖ) und Tiefbauunternehmer. Klinger war von 1948 bis 1949 Abgeordneter zum Landtag von Niederösterreich.
Klinger besuchte die Volks- und Bürgerschule und absolvierte danach eine Lehre als Maurer. Zwischen 1914 und 1918 leistete Klinger den Militärdienst ab, wobei er in italienische Kriegsgefangenschaft geriet. Klinger war ab 1919 als Polier beschäftigt und wurde 1924 Gewerkschafts-Bezirkssekretär. 1934 bis 1938 war er arbeitslos, nach der Machtübernahme der Nationalsozialisten wurde er 1938 kurzfristig verhaftet. Er war danach Bauleiter, zuletzt war er als Tiefbauunternehmer tätig. 
Klinger war von 1929 bis 1934 sowie von 1945 bis 1952 Gemeinderat in Baden, zwischen dem 29. September 1948 und dem 5. November 1949 war er Abgeordneter zum Niederösterreichischen Landtag, wobei er für Willi Grafeneder nachrückte. 